# Pierre-Louis Duclos
Pour les articles homonymes, voir Duclos.
Pierre-Louis Duclos (1783-1853) est un malacologue français.

## Biographie
Il fut élève de Lamarck.

## Collection
La collection de Duclos, constituée de 80 000 spécimens provenant du monde entier et représentant tous les groupes de mollusques, fut acquise en 1854 par Henri Lecoq. Elle est conservée au Muséum d'histoire naturelle Henri Lecoq de Clermont-Ferrand. Elle inclut tous les « types » ( spécimens de référence) de ses espèces,.